# Moncef Klibi
Pour les articles homonymes, voir Klibi.
Moncef Klibi (arabe : منصف القليبي), né le 16 août 1922 à Tunis et décédé le 21 août 2013, est un joueur de football tunisien également actif dans divers autres sports.

## Carrière de footballeur
Né dans une famille de notables tunisiens chez qui la pratique du sport est une tradition, il est encouragé par les siens à y adhérer dès son enfance.
Son père, Saïd Klibi, est l'un des pionniers du football en Tunisie alors que son oncle Mohsen est un gardien de but de l'Espérance sportive de Tunis (EST) pendant de longues années. Son père fait partie du Stade africain, une équipe créée en 1916, de l'Union sportive tunisienne en 1919 puis de la Melita Sports en 1922 ; il est le seul Tunisien musulman avec Mustapha Zmerli à faire partie de la sélection nationale. En 1925, il passe au Racing Club de Tunis puis à l'EST (1926-1930), pour terminer sa carrière à l'Effort sportif.  
En 1936, Moncef Klibi rejoint les rangs de l'EST : « À treize ans, le jeune Moncef était déjà la mascotte de l'Espérance ! […] maestro au football à la fois classique et moderne ». Son talent éclate alors au grand jour : « Dès le premier entraînement, le petiot étala son savoir-faire au grand jour. Multipliant à volonté les tours de passe-passe et les centrages d'une précision diabolique ».
Après avoir remporté le championnat des minimes puis celui des juniors, il est lancé par l'entraîneur-joueur Cheikh Drawa parmi les seniors, joue son premier match le 5 octobre 1941 contre le Patrie Football Club bizertin et marque son premier but. Il devient la coqueluche du public qui admire ses dribbles déroutants, la précision de ses passes et la puissance de ses tirs ; il lui colle donc le surnom de Maàllem signifiant « Maestro ». Occupant le flanc droit de l'attaque, il remporte la même année le championnat grâce à la victoire contre le champion du Sud, le Club sportif gabésien, sur un score de 5-0 puis de 2-0, Klibi ayant marqué deux buts à l'aller et un but au retour. L'année suivante, il remporte le critérium de la région Nord, mais la Seconde Guerre mondiale empêche la finale nationale de se disputer. Vedette incontestable de son équipe, il procure le plaisir du beau football à son public charmé par ses prouesses. Il est sélectionné et joue dix matchs internationaux, ce qui constitue un important exploit en ce temps-là.
Titulaire du diplôme d'entraîneur, il aspire à diriger son club en 1954, surtout que l'entraîneur Hechmi Cherif a des problèmes de santé, mais le président du club Chedly Zouiten ne lui donne pas cette possibilité. C'est alors que le prince Salah Eddine Bey, président du Club sportif de Hammam Lif (CSHL) qui est une constellation de vedettes maghrébines, lui propose par l'intermédiaire de son ancien coéquipier Mustapha Chennoufi de rejoindre les rangs de son club. À la surprise générale, il accepte et Chennoufi lui remet une enveloppe de 35 000 francs comme prime de signature en plus d'un salaire fixé à 20 000 francs, sans compter les primes, alors que partout ailleurs on joue bénévolement. C'est une expérience intéressante, d'autant plus qu'il retrouve Cheikh Drawa et qu'à 32 ans il améliore son point faible, le jeu de tête, au point de marquer deux buts de la tête contre le Gallia d'Alger et de contribuer largement au doublé championnat-coupe obtenu en 1955. Il marque au cours de cette saison huit buts en championnat, quatre en éliminatoires de la coupe de France, cinq en coupe d'Afrique du Nord et cinq en coupe de Tunisie.
Le prince Salah Eddine Bey fait de lui le portrait suivant : « Ah ! Quel joueur et quel grand Monsieur ! Moncef Klibi avait en plus de son talent immense, une manière particulière de maîtriser la balle et l'art d'accomplir au moment opportun, le geste qu'il fallait et je puis vous assurer que des joueurs comme Klibi j'en ai rarement vus ».
Après cette saison, Klibi, libre de tout engagement et qui est sollicité par son club d'alors et son club d'origine, veut raccrocher : il part en voyage de noces aux Îles Baléares et réserve sa décision . Mais, à son retour et par gratitude pour son public, il renonce aux avantages du CSHL et accepte de jouer encore une saison à l'EST.
Klibi embrasse par la suite une carrière diplomatique au sein des ambassades tunisiennes de Rome puis de Paris. Plus tard, il fait partie du bureau directeur de l'EST, notamment en tant que président de la section de football avec laquelle il remporte les championnats de 1974 et 1975. Jusqu'à sa mort, il continue à s'intéresser au football et à suivre son évolution. En 1975, il est désigné comme trésorier général de la Fédération tunisienne de football.

## Sportif polyvalent
Moncef Klibi pratique plusieurs sports en même temps : « Il lui arrivait souvent de disputer le samedi après-midi un match de volley-ball et le lendemain matin participer à un tournoi de tennis de table, et clore son week-end par une rencontre de football parmi l'équipe fanion de l'Espérance des années 40 dont il était l'un des atouts majeurs ».

### Tennis de table
En 1948, Klibi est notamment finaliste avec l'EST du championnat par équipes, avec ses coéquipiers Youssef Khatteche, Abed Ben Mrad et Hédi Ben Amor, et sélectionné le 16 avril 1948.

### Athlétisme
Il se spécialise dans le lancer du javelot et participe au championnat d'Afrique du Nord de cette spécialité en 1947.

### Volley-ball
Il fait partie de la première formation de la Zitouna Sports en tant que capitaine et dispute la première finale de cette discipline (perdue par deux manches à zéro contre l'Alliance sportive) le 26 septembre 1942. Par la suite, il fonde la section de volley-ball de l'Avenir musulman qui finit trois finaliste du championnat en 1944, 1945 et 1946. Il revient en 1947 à la Zitouna Sports et remporte la coupe de Tunisie  (3-0 contre l'Association sportive populaire).

### Basket-ball
Il fait également partie de l'effectif de la Zitouna Sports en basket-ball et fonde surtout la première association féminine musulmane de Tunisie en 1948. En persuadant sa sœur Farida Klibi et, à travers elle, ses cousines et amies, il met sur pied une équipe féminine juniors de basket-ball au sein de la Zitouna Sports qui dispute quelques rencontres contre les équipes du Club sportif des cheminots, du Stade gaulois et de la Joyeuse union, un défi immense à l'époque.